# Liste der Kreisstraßen im Rhein-Lahn-Kreis
Die Liste der Kreisstraßen im Rhein-Lahn-Kreis ist eine Auflistung der Kreisstraßen im rheinland-pfälzischen Rhein-Lahn-Kreis.

## Abkürzungen
- K: Kreisstraße
- L: Landesstraße

## Liste
Die Kreisstraßen behalten die ihnen zugewiesene Nummer in der Regel nicht bei einem Wechsel in einen anderen Landkreis oder in eine kreisfreie Stadt. Nicht vorhandene bzw. nicht nachgewiesene Kreisstraßen werden in Kursivdruck gekennzeichnet, ebenso Straßen und Straßenabschnitte, die unabhängig vom Grund (Herabstufung zu einer Gemeindestraße oder Höherstufung) keine Kreisstraßen mehr sind. 
Der Straßenverlauf wird in der Regel von Nord nach Süd und von West nach Ost angegeben.
| Nr.   | Verlauf |
| ----- | --- |
| K 1   | K 65 in Nievern – in Bad Ems                                                                                             |
| K 2   | L 329 in Arzbach – L 327                                                                                                 |
| K 3   | Zimmerschied – L 330 |
| K 4   | (K 166 im Westerwaldkreis) – Kreisgrenze – K 5 – in Nassau                                                               |
| K 5   | K 4 – Winden – L 325 in Weinähr                                                                                          |
| K 6   | L 333 – K 8 – Sulzbach – K 7 – Dienethal – L 332 in Scheuern                                                             |
| K 7   | K 6 – Misselberg |
| K 8   | K 6 – L 332 in Schweighausen                                                                                             |
| K 9   | L 332 in Schweighausen – Dessighofen – K 10 – Geisig – K 11 – K 12                                                       |
| K 10  | Dornholzhausen – K 12 – Dessighofen – K 9 – L 335                                                                        |
| K 11  | K 9 in Geisig – L 335 |
| K 12  | L 332 – K 13 – K 10 – Dornholzhausen – Geisig – K 9 – L 335 in Marienfels                                                |
| K 13  | K 12 – Oberwies |
| K 14  | in Singhofen – Berg – K 75 – L 335 in Marienfels                                                                         |
| K 15  | L 324 – Kloster Arnstein                                                                                                 |
| K 16  | L 324 in Seelbach – L 323 in Attenhausen                                                                                 |
| K 17  | (K 165 im Westerwaldkreis) – Kreisgrenze – L 313                                                                         |
| K 18  | (K 166 im Westerwaldkreis) – Kreisgrenze – Ruppenrod – L 325 in Giershausen                                              |
| K 19  | L 313/L 325 in Isselbach – in Hirschberg                                                                                 |
| K 20  | (K 174 im Westerwaldkreis) – Kreisgrenze – K 21/K 22                                                                     |
| K 21  | L 313 in Horhausen – K 22 – in Holzappel                                                                                 |
| K 22  | K 20/K 21 – Charlottenberg – K 23 – K 24 – Dörnberg –                                                                    |
| K 23  | K 22/K 24 in Charlottenberg – Holzappel – K 25 – Scheidt – L 322 in Laurenburg                                           |
| K 24  | K 22/K 23 in Charlottenberg – Bergerhof                                                                                  |
| K 25  | in Holzappel – K 23 – Geilnau – K 26 – Balduinstein – K 33 – K 36 – K 32 – K 35 – L 318                                  |
| K 26  | – Langenscheid – K 25 |
| K 27  | L 318 in Hambach – Gückingen – K 28 – Landesgrenze – (K 476 im Landkreis Limburg-Weilburg, Hessen)                       |
| K 28  | K 27 in Gückingen – L 318 in Aull                                                                                        |
| K 29  | L 318 in Aull – Landesgrenze – (K 475 im Landkreis Limburg-Weilburg, Hessen)                                             |
| K 30  | in Altendiez – Heistenbach – L 318 in Diez                                                                               |
| K 31  | Fachingen – L 318 |
| K 32  | Hausen – K 25 |
| K 33  | Cramberg – K 34 – K 25 in Balduinstein                                                                                   |
| K 34  | K 33 – K 36 – L 323 |
| K 35  | K 25 – Schloss Schaumburg                                                                                                |
| K 36  | K 25 in Balduinstein – K 34                                                                                              |
| K 37  | L 322 – Steinsberg – L 323                                                                                               |
| K 39  | L 322 – Gutenacker – L 323 in Bremberg                                                                                   |
| K 40  | L 323 in Bremberg – K 41 – Kördorf – K 42 – Herold – Ergeshausen – Klingelbach – K 44 – … – L 318 – Ebertshausen – L 318 |
| K 41  | L 323 – K 40 |
| K 42  | K 40 in Kördorf – L 322 – K 44 in Biebrich                                                                               |
| K 44  | Biebrich – K 42 – K 46 – L 322 – Klingelbach – K 40 – L 318/L 322                                                        |
| K 45  | L 323 in Wasenbach – K 47                                                                                                |
| K 46  | K 44 – L 318 in Schönborn                                                                                                |
| K 47  | Bärbach – K 45 – L 318 in Schönborn                                                                                      |
| K 48  | – Lollschied – K 49 – K 50 in Niedertiefenbach                                                                           |
| K 49  | in Pohl – K 48 in Lollschied                                                                                             |
| K 50  | K 51 – Niedertiefenbach – K 51 – K 48 – Obertiefenbach – Bettendorf – K 77 – L 335                                       |
| K 51  | K 50 in Niedertiefenbach – Roth – K 50 – in Katzenelnbogen                                                               |
| K 53  | – Berndroth – K 55 – Hof Hasenberg – Landesgrenze – (K 533 im Rheingau-Taunus-Kreis, Hessen)                             |
| K 54  | L 322 – Allendorf – K 56 –                                                                                               |
| K 55  | K 53 in Berndroth – L 322 – Berghausen – K 56 – Bonscheuer – Mudershausen – in Zollhaus                                  |
| K 56  | K 54 in Allendorf – K 55 in Berghausen                                                                                   |
| K 57  | L 322 in Dörsdorf – Landesgrenze – (K 530 im Rheingau-Taunus-Kreis, Hessen)                                              |
| K 58  | Lohrheim – K 59 – – Oberneisen – Netzbach – K 61 – Landesgrenze – (K 503 im Landkreis Limburg-Weilburg, Hessen)          |
| K 59  | K 58 in Lohrheim – |
| K 61  | in Hahnstätten – K 58 in Netzbach                                                                                        |
| K 62  | L 335 in Niederlahnstein –                                                                                               |
| K 64  | – Burgschwalbach – Landesgrenze – (K 525 im Rheingau-Taunus-Kreis, Hessen)                                               |
| K 65  | – Nievern – K 67 |
| K 66  | Miellen – K 67 in Friedrichssegen                                                                                        |
| K 67  | – Friedrichssegen – K 66 – Frücht – K 65 – L 327                                                                         |
| K 68  | L 335 in Oberlahnstein – L 327                                                                                           |
| K 69  | Hinterwald – K 70 |
| K 70  | L 327 in Braubach – K 69 – L 333                                                                                         |
| K 71  | Kehlbach – L 335 |
| K 72  | L 333 – Oberbachheim – K 73                                                                                              |
| K 73  | L 333 in Winterwerb – K 72 – Niederbachheim – L 335                                                                      |
| K 74  | L 335 – Ehr – L 335 in Marienfels                                                                                        |
| K 75  | K 14 in Berg – L 323 in Hunzel                                                                                           |
| K 76  | L 333 – Hainau – L 335 in Miehlen                                                                                        |
| K 77  | K 50 in Bettendorf – in Nastätten                                                                                        |
| K 78  | in Holzhausen an der Haide – Landesgrenze – (K 597 im Rheingau-Taunus-Kreis, Hessen)                                     |
| K 79  | K 80 – Endlichhofen |
| K 80  | L 323 in Ruppertshofen – K 79 – Oelsberg – K 82 – L 335                                                                  |
| K 81  | L 323 in Ruppertshofen –                                                                                                 |
| K 82  | K 80 in Oelsberg – |
| K 83  | K 103 – Lykershausen – Prath – K 84 – L 334                                                                              |
| K 84  | L 334 in Dahlheim – K 103 – K 83 in Prath                                                                                |
| K 85  | L 333 in Gemmerich – Eschbach – Weyer – K 102 – Nochern – K 86                                                           |
| K 86  | in Sankt Goarshausen – K 85 – Lierschied – K 87 in Auel                                                                  |
| K 87  | – K 86 – Auel – in Bogel                                                                                                 |
| K 88  | L 338 – Patersberg – K 90 in Reichenberg                                                                                 |
| K 89  | in Loreley – L 338 |
| K 90  | in Reichenberg – K 88 – Reitzenhain – Niederwallmenach – K 91 – L 333                                                    |
| K 91  | L 338 in Bornich – K 90 in Niederwallmenach                                                                              |
| K 92  | L 333 in Oberwallmenach – L 337 in Lautert                                                                               |
| K 93  | L 337 – L 335 – Münchenroth – K 94 – Landesgrenze – (K 612 im Rheingau-Taunus-Kreis, Hessen)                             |
| K 94  | K 93 in Münchenroth – Landesgrenze – (K 613 im Rheingau-Taunus-Kreis, Hessen)                                            |
| K 95  | L 335 in Diethardt – Landesgrenze – (K 614 im Rheingau-Taunus-Kreis, Hessen)                                             |
| K 96  | L 335 – Weidenbach – L 336                                                                                               |
| K 97  | L 333 – L 335 in Strüth                                                                                                  |
| K 98  | L 333 in Lipporn – Landesgrenze – (K 625 im Rheingau-Taunus-Kreis, Hessen)                                               |
| K 99  | Dörscheid – K 100 – L 338 in Weisel                                                                                      |
| K 100 | K 99 – L 339 |
| K 101 | Sauerthal – Landesgrenze – (K 623 im Rheingau-Taunus-Kreis, Hessen)                                                      |
| K 102 | L 334 – K 85 in Weyer |
| K 103 | in Bornhofen – K 83 – K 84 in Dahlheim                                                                                   |
| K 105 | (K 114 im Westerwaldkreis) – Kreisgrenze – L 329 in Bierhaus                                                             |
| K 107 | Nastätten – Buch – in Holzhausen an der Haide                                                                            |